# 德洛
德洛（義大利語：Dello），是意大利布雷西亚省的一个市镇。总面积23平方公里，人口5511人，人口密度239.6人/平方公里（2009年）。国家统计（ISTAT）代码为017066。